# Пам'ятник Грецькому воїну
Пам'ятник Грецькому воїну — скульптура виконана в елліністичну стилі, розташована у Державному дендрологічному парку «Олександрія», місто Біла Церква. Встановлена в серпні 1993 року.

## Історія створення
Після громадянської війни 1918—1921 років та Другої світової війни парк «Олександрія» зазнав значних втрат. Майже всі скульптури парку зникли. Серед них була і фігура Боргезького борця, що знаходилась напроти, «Руїн», на пагорбі, що над Лазневим ставом. На початку 90-х років керівництвом «Олександрії» було прийнято рішення про реконструкцію скульптурного ансамблю парку. За архівними документами розпочали відновлення зниклих фігур. Київським скульпторам замовили різні пам'ятники. Прямим замовником на створення Боргезького борця виступив на той час директор Державного дендрологічного парку «Олександрія» Мордатенко Леонід Петрович. Виконавцем обрали скульптора Щура Володимира Івановича. Він запропонував ескіз борця, додавши різні деталі такі, як драпірування та меч. Таким чином скульптура набула більш вираженого руху і цікавіший вигляд, зберігши при цьому стиль та позу оригінальної фігури, створеної античним скульптором Агасієм Ефеським. Робота над фігурою була розпочата в 1991 році, але остаточно відлита і закінчена лише у 1993 році. Відкриття присвятили до 200-річчя парку.
Розмір статуї: 270х170см

## Додаткові факти
- Фігура воїна стоїть на оригінальному гранітному постаменті Боргезького борця[1].
- Місцеві жителі Білої Церкви називають фігуру Грецького воїна, Гладіатором[1].
- Під час експонування фігуру пофарбували в чорний колір, а згодом покрили «бронзянкою», що негативно вплинуло на стан скульптури.

## Галерея

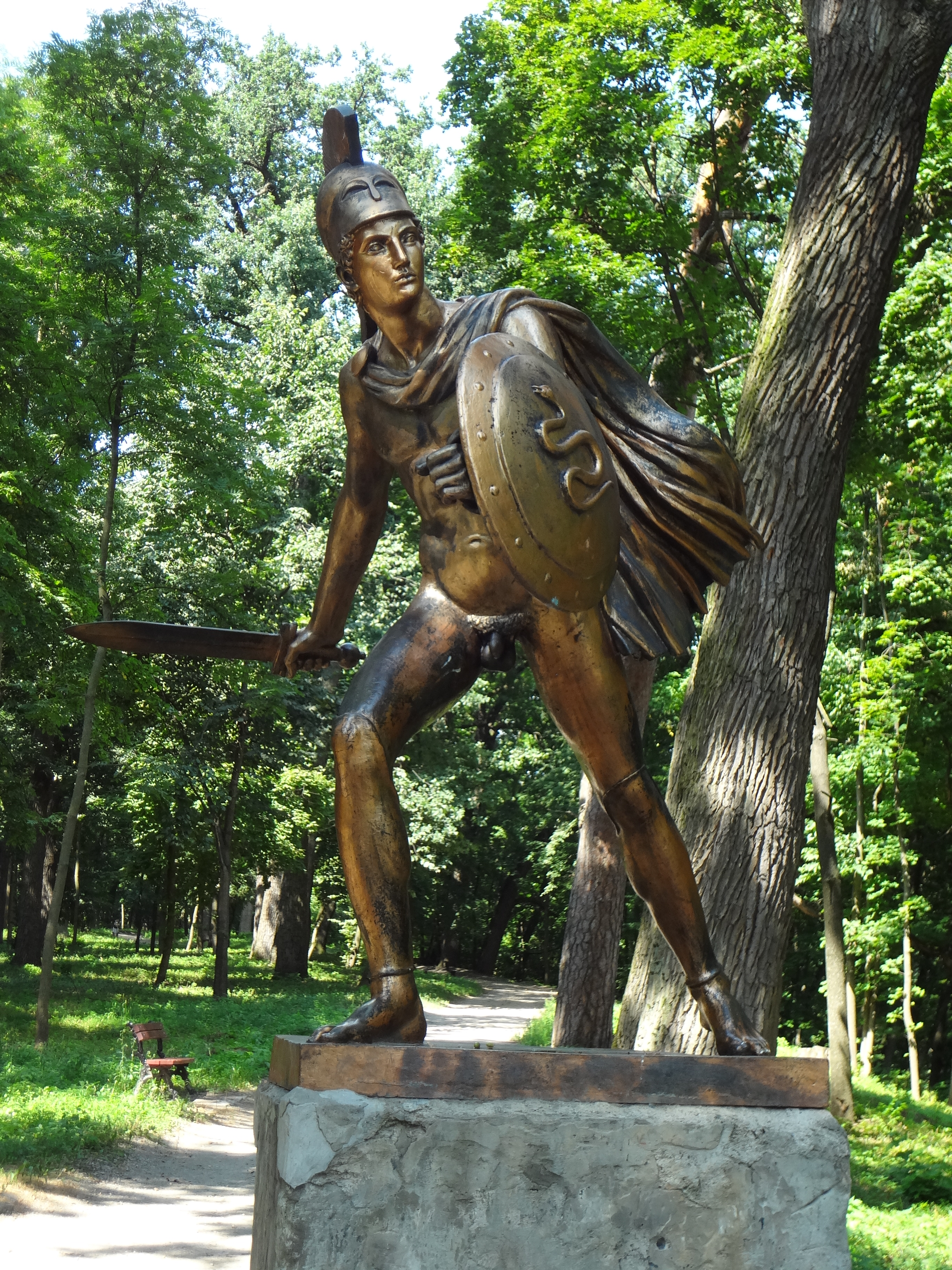
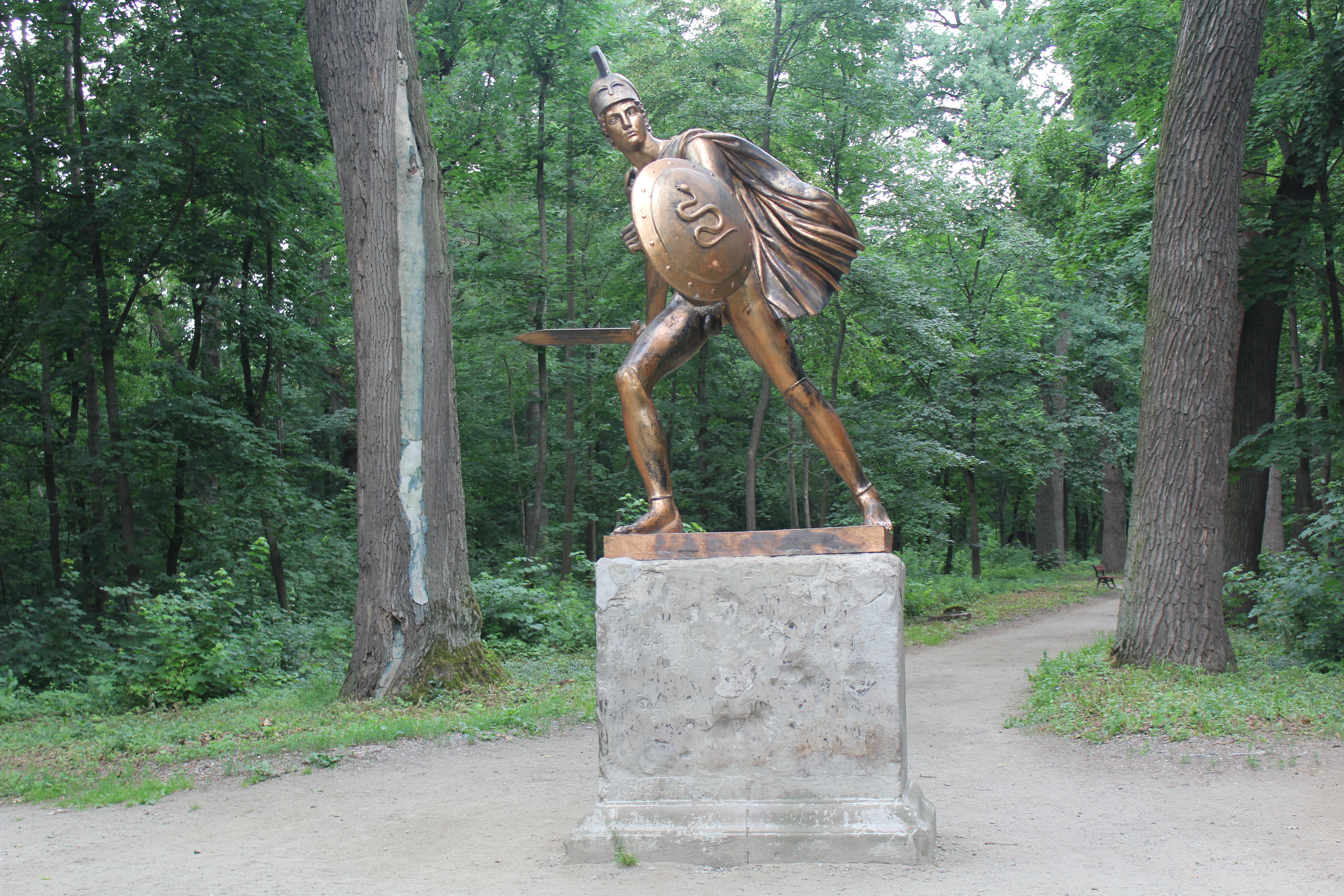
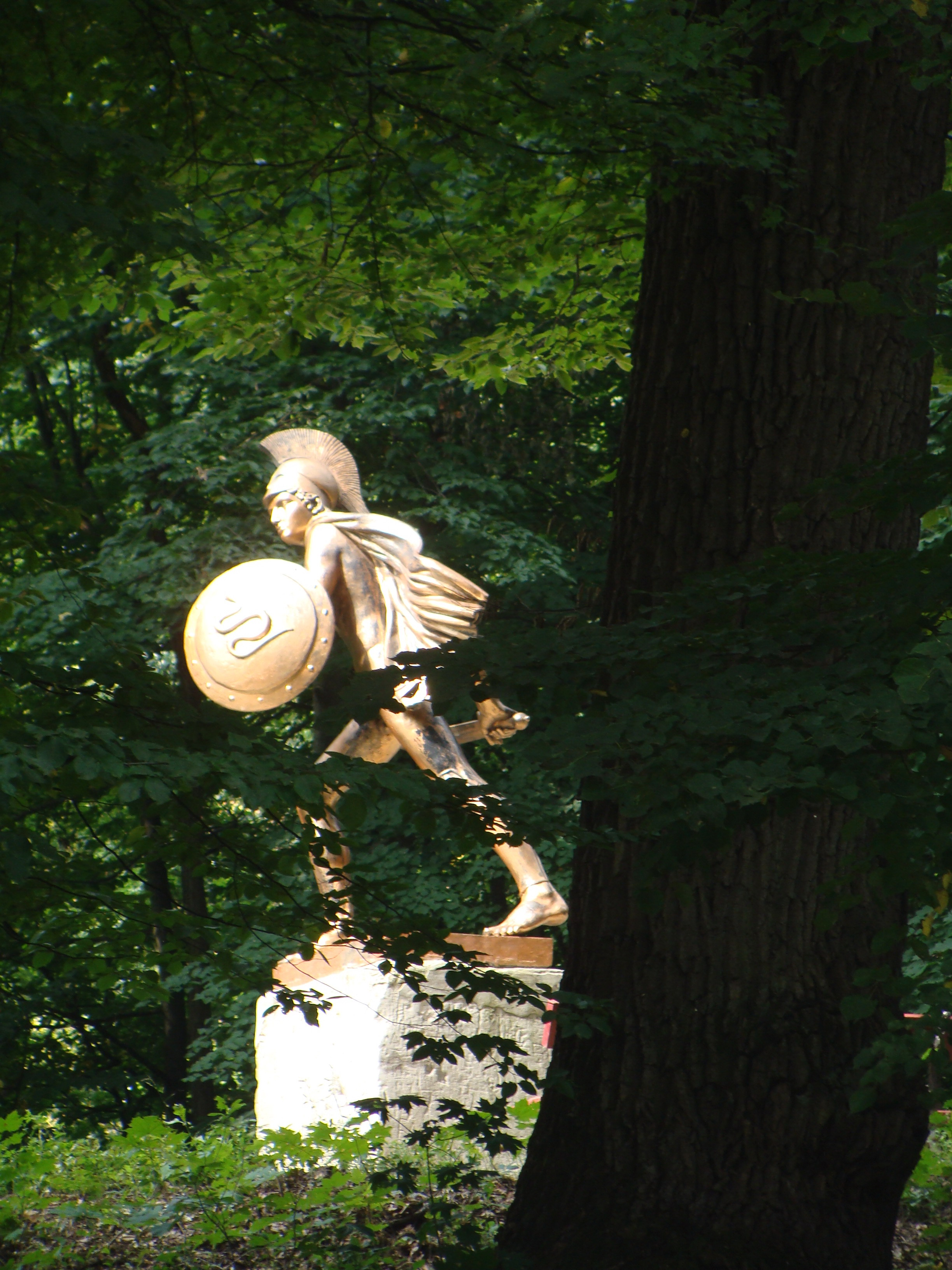
Вигляд з збоку
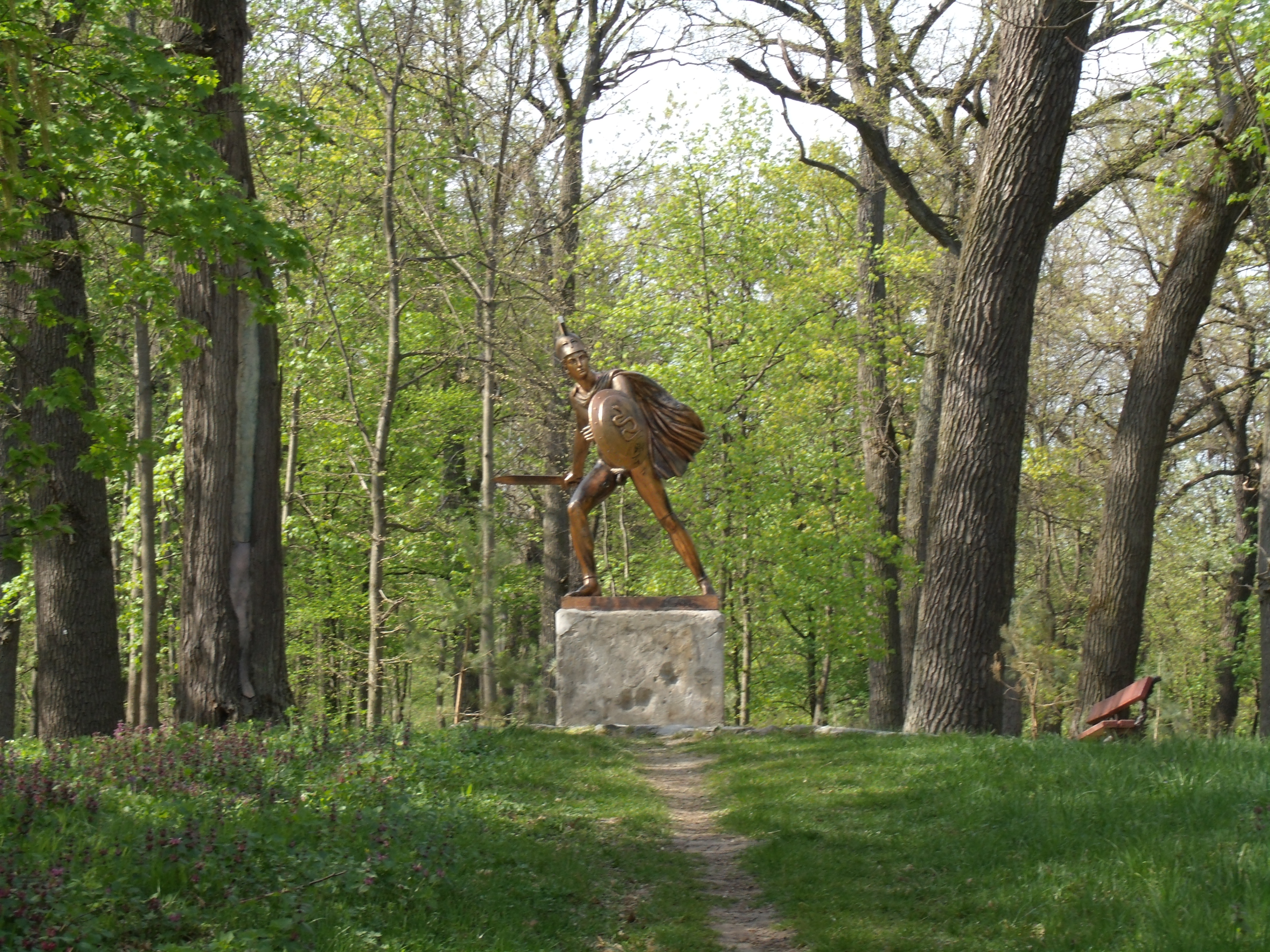